# Malacopteron
Malacopteron es un género de aves paseriformes de la familia Pellorneidae propio de Sondalandia y Filipinas. 

## Especies
Se reconocen las siguientes especies:
- Malacopteron albogulare – tordina pechigrís;
- Malacopteron cinereum – tordina coroniescamada;
- Malacopteron magnirostre – tordina bigotuda;
- Malacopteron magnum – tordina magna;
- Malacopteron palawanense – tordina de Palawan;
- Malacopteron affine – tordina coronioscura.